# De Kennis van Nu Radio
De Kennis van Nu Radio of DKVN Radio was een Nederlands wetenschappelijk radioprogramma en podcast van NPO Wetenschap. Het werd sinds januari 2014 uitgezonden op zondagavond van 20:00 tot 21:00 uur op Radio 1 en is daarna ook beschikbaar als podcast. In iedere aflevering interviewde Coen Verbraak één wetenschapper.
In 2014 en 2015 werd DKVN ook op werkdagen uitgezonden van 21:00 tot 22:00 uur op Radio 5. In elke aflevering werden verschillende wetenschappers uit Nederland en/of Vlaanderen geïnterviewd. Het programma volgde Hoe?Zo! Radio op.
De eindredactie was in handen van Gerda Bosman.

## Rubrieken op Radio 5
- Opening: de uitzending begon met het NOS Journaal dat formeel niet bij het programma hoorde (2 minuten). Dan volgde de ident en de inleiding waarin de host van de dag de onderwerpen van de aflevering aankondigde.

- Actualiteit van de gast: de gast van de aflevering (die in de studio aanwezig was of een telefoonverbinding met de studio had) ging in op actueel nieuws uit zijn of haar discipline.

- Wetenschapsnieuws: de rest van de eerste 10 minuten werd gevuld met algemeen wetenschapsnieuws dat Arnout Jaspers of Bennie Mols met de host besprak.

- Muzieknummer 1

- Deel 1 interview: de gast van de aflevering werd geïnterviewd over een onderzoek waarmee hij of zij zich onlangs heeft beziggehouden en daarvan nu de resultaten (bijvoorbeeld in boekvorm) heeft gepresenteerd (15 minuten).

- Muzieknummer 2 (gast): vaak wordt de gast gevraagd om muziek uit te kiezen om tijdens de pauze van het interview te laten horen; hij of zij lichtte van tevoren de keuze toe.

- Deel 2 interview (15 minuten).

- Muzieknummer 3

- Telefonisch wetenschapsnieuws: een wetenschapper vertelde kort over zijn of haar recente onderzoek (5 minuten).

- De Kettingvraag: een wetenschapper beantwoordde een vraag van een wetenschapper uit een andere discipline uit de vorige aflevering, en stelde vervolgens zelf een vraag over een onderwerp buiten zijn of haar eigen discipline die de volgende aflevering werd behandeld (5 minuten). Daarna werd de uitzending afgerond, waarbij het hoofdonderwerp van de volgende aflevering werd aangekondigd.